# Домну Тудор (Долж)
Домну Тудор (рум. Domnu Tudor) насеље је у Румунији у округу Долж у општини Извоаре. Oпштина се налази на надморској висини од 137 m.

## Становништво
Према подацима из 2002. године у насељу је живело 481 становника, од којих су сви румунске националности.